# 10 octobre 1952
Le vendredi 10 octobre 1952 est le 284e jour de l'année 1952.

## Naissances
- Bob Nystrom, joueur de hockey sur glace suédois
- Ebere Onwudiwe, politologue nigérian
- Gérard Dubrac, personnalité politique française
- Jacques Gleyse, professeur d'université en sport français
- Joseph Kignoumbi Kia Mboungou, homme politique congolais
- Karl Lustenberger, spécialiste suisse du combiné nordique
- Siegfried Stohr, pilote automobile
- Yeshey Zimba, Weta Au su me Fwd #es sa sh

## Décès
- Georges Heuillard (né le 5 août 1899), personnalité politique française
- Henri d'Astier de La Vigerie (né le 11 septembre 1897), résistant royaliste français

## Événements
- Inauguration du grand magasin Taiyo